# LM5 The Tour

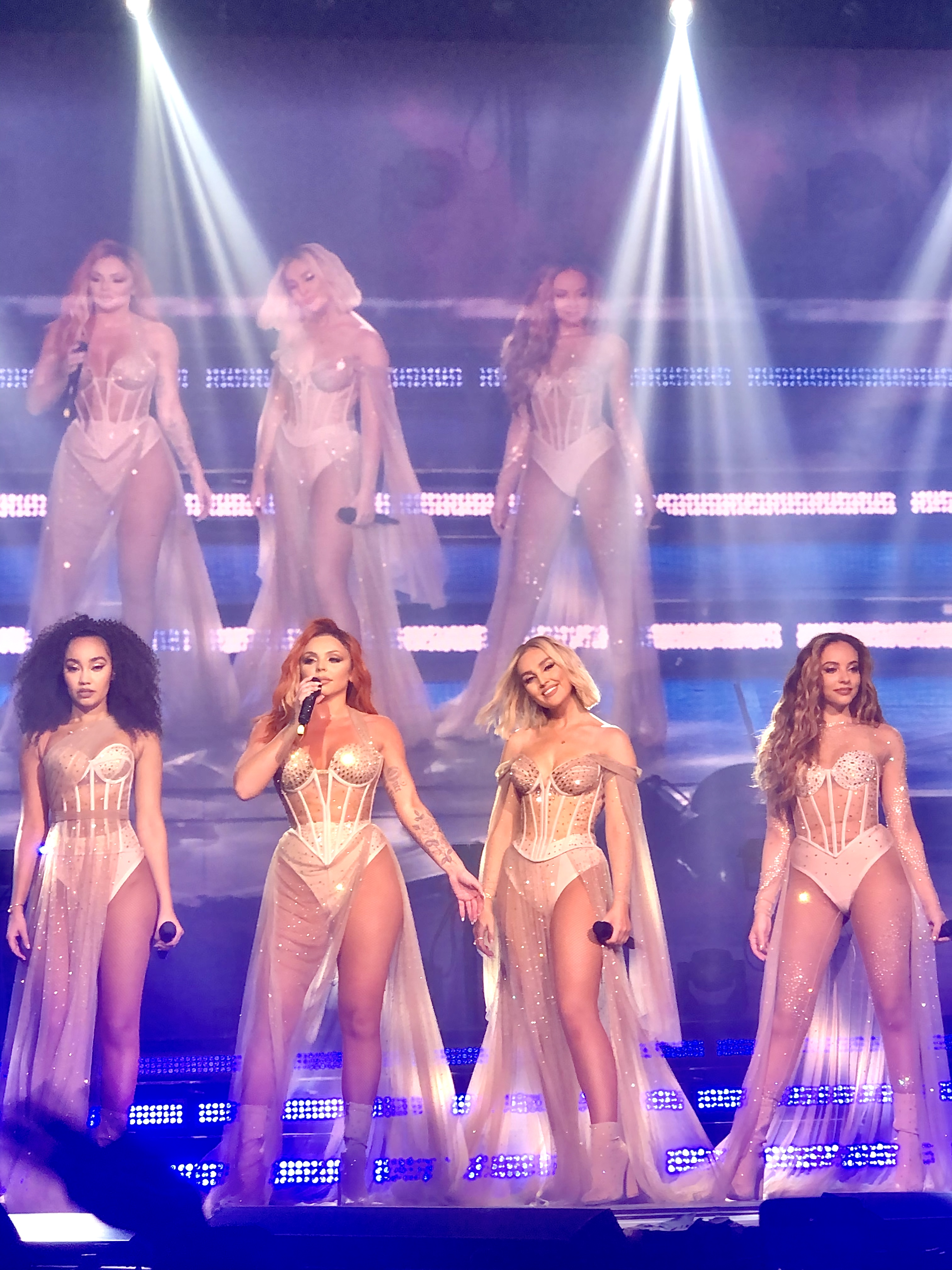
O Little Mix se apresentando no Dome De Paris, durante sua turnê LM5 The Tour em 28 de setembro de 2019

A LM5 The Tour é a sexta turnê do grupo britânico Little Mix, em suporte ao seu quinto álbum, LM5. Ela foi anunciada em 18 de outubro. Em 26 de outubro de 2018, foram acrescentadas datas extras em Newcastle, Manchester, Birmingham, Glasgow, Londres, Dublin e Belfast. 
O grupo também disse que acrescentaria datas internacionais enquanto anunciava a primeira parte das datas, "Fãs internacionais, não se preocupem, temos algo vindo para vocês!", porém só foram feitos shows pela Europa. 
No dia 26 de novembro, o Little Mix adicionou 4 novos shows à turnê. Um novo show em Aberdeen, um terceiro show em Dublin, e terceiro e quarto shows em Belfast , totalizando 32 shows no Reino Unido e na Irlanda.
Em 5 de dezembro, foi anunciado um quinto show no London O2 Arena, devido à demanda fenomenal.
No dia 1 de fevereiro, foi anunciado nas redes sociais do grupo mais 7 shows na Europa em 7 países: França, Espanha, Itália, Áustria, Alemanha, Holanda e Bélgica
No dia 31 de março, o foram anunciados 6 shows na Austrália, onde a turnê começaria, sendo eles em Sydney, Brisbane, Melbourne, Adelaide e Perth.
No dia 6 de junho, Little Mix anunciou que teriam de adiar os concertos na Oceania, devido à agenda promocional de seu novo single, Bounce Back.
No dia 23 de Outubro, as datas dos concertos na Austrália, tiveram de ser canceladas, para que o grupo pudesse focar na gravação de novos projetos.
No dia 08 de Março de 2020, as meninas fizeram sua primeira apresentação no Brasil, como headliners do GRLS Festival em São Paulo. A integrante Perrie Edwards não pôde vir junto com o grupo se apresentar por motivos de saúde.

## Repertório
Ato 1
1. "The National Manthem" (Interlude)
2. "Salute"
3. "Power"
4. "Woman Like Me"

Ato 2
1. "Wasabi"
2. "Bounce Back"
3. "Only You" / "Black Magic"
4. "Strip" (Interlude)

Ato 3
1. "Told You So"
2. "The Cure"
3. "Secret Love Song" Pt. II

Ato 4
1. "Joan of Arc"
2. "Wings"
3. "Shout Out to My Ex"
4. "Woman's World"

Ato 5
1. "Reggaetón Lento (Remix)"
2. "No More Sad Songs"
3. "Think About Us"

Encore
1. "More Than Words"
2. "Touch"

## Datas da turnê
| Data             | Cidade     | País             | Local                         | Capacidade    | Lucro Final |
|                  |            |                  |                               |               |             |
| Europa           |            |                  |                               |               |             |
| 16 Setembro 2019 | Madrid     | Espanha          | WiZink Center                 | 13,000/15,000 |             |
| 18 Setembro 2019 | Milão      | Itália           | Fórum Mediolanum              | 8,000/8,000   |             |
| 21 Setembro 2019 | Stuttgart  | Alemanha         | Arena Porsche                 | 7,000/7,000   |             |
| 22 Setembro 2019 | Stuttgart  | Alemanha         | Arena Porsche                 | 6,978/7,000   |             |
| 23 Setembro 2019 | Colônia    | Alemanha         | Lanxess Arena                 | 11,000/11,000 |             |
| 25 Setembro 2019 | Amsterdam  | Países Baixos    | Ziggo Dome                    | 15,500/15,550 |             |
| 27 Setembro 2019 | Antuérpia  | Bélgica          | Sportpaleis                   | 19,000/19,000 |             |
| 28 Setembro 2019 | Paris      | França           | Dôme de Paris                 | 4,598/4,600   |             |
| 6 Outubro 2019   | Belfast    | Irlanda do Norte | SSE Arena                     | 11,000/11,000 |             |
| 7 Outubro 2019   | Belfast    | Irlanda do Norte | SSE Arena                     | 11,000/11,000 |             |
| 08 outubro 2019  | Dublin     | Irlanda          | 3Arena                        | 13,000/13,000 |             |
| 10 outubro 2019  | Dublin     | Irlanda          | 3Arena                        | 13,000/13,000 |             |
| 11 outubro 2019  | Dublin     | Irlanda          | 3Arena                        | 12,892/13,000 |             |
| 13 outubro 2019  | Belfast    | Irlanda do Norte | SSE Arena                     | 11,000/11,000 |             |
| 14 outubro 2019  | Belfast    | Irlanda do Norte | SSE Arena                     | 10,989/11,000 |             |
| 17 outubro 2019  | Glasgow    | Escócia          | The SSE Hydro                 | 13,000/13,000 |             |
| 18 outubro 2019  | Glasgow    | Escócia          | The SSE Hydro                 | 12,965/13,000 |             |
| 19 outubro 2019  | Glasgow    | Escócia          | The SSE Hydro                 | 12,970/13,000 |             |
| 21 outubro 2019  | Liverpool  | Inglaterra       | Echo Arena                    | 11,000/11,000 |             |
| 22 outubro 2019  | Liverpool  | Inglaterra       | Echo Arena                    | 10,997/11,000 |             |
| 24 outubro 2019  | Newcastle  | Inglaterra       | Metro Radio Arena             | 10,000/10,000 |             |
| 25 Outubro 2019  | Newcastle  | Inglaterra       | Metro Radio Arena             | 10,000/10,000 |             |
| 26 outubro 2019  | Newcastle  | Inglaterra       | Metro Radio Arena             | 9,698/10,000  |             |
| 28 outubro 2019  | Sheffield  | Inglaterra       | FlyDSA Arena                  | 13,600/13,600 |             |
| 29 outubro 2019  | Sheffield  | Inglaterra       | FlyDSA Arena                  | 13,482/13,600 |             |
| 31 outubro 2019  | Londres    | Inglaterra       | The O2 Arena                  | 16,100/16,100 |             |
| 01 novembro 2019 | Londres    | Inglaterra       | The O2 Arena                  | 16,100/16,100 |             |
| 02 novembro 2019 | Londres    | Inglaterra       | The O2 Arena                  | 16,100/16,100 |             |
| 07 novembro 2019 | Birmingham | Inglaterra       | Resort World Arena            | 12,000/12,000 |             |
| 08 novembro 2019 | Birmingham | Inglaterra       | Resort World Arena            | 12,000/12,000 |             |
| 09 novembro 2019 | Birmingham | Inglaterra       | Resort World Arena            | 11,732/12,000 |             |
| 11 novembro 2019 | Nottingham | Inglaterra       | Motorpoint Arena              | 9,500/9,500   |             |
| 12 novembro 2019 | Nottingham | Inglaterra       | Motorpoint Arena              | 9,442/9,500   |             |
| 14 novembro 2019 | Manchester | Inglaterra       | Manchester Arena              | 17,894/18,000 |             |
| 15 novembro 2019 | Manchester | Inglaterra       | Manchester Arena              | 18,000/18,000 |             |
| 16 novembro 2019 | Manchester | Inglaterra       | Manchester Arena              |               |             |
| 18 novembro 2019 | Leeds      | Inglaterra       | First Direct Arena            |               |             |
| 19 novembro 2019 | Leeds      | Inglaterra       | First Direct Arena            |               |             |
| 21 novembro 2019 | Londres    | Inglaterra       | The O2 Arena                  |               |             |
| 22 novembro 2019 | Londres    | Inglaterra       | The O2 Arena                  |               |             |
| América do Sul   |            |                  |                               |               |             |
| 08 março 2020    | São Paulo  | Brasil           | Memorial da América Latina    |               |             |
| SHOWS CANCELADOS |            |                  |                               |               |             |
| 07 Dezembro 2019 | Perth      | Austrália        | RAC Arena                     |               |             |
| 10 Dezembro 2019 | Adelaide   | Austrália        | Adelaide Entertainment Centre |               |             |
| 13 Dezembro 2019 | Melbourne  | Austrália        | Melbourne Arena               |               |             |
| 14 Dezembro 2019 | Sydney     | Austrália        | Qudos Bank Arena              |               |             |
| 16 Dezembro 2019 | Brisbane   | Austrália        | Brisbane Entertainment Centre |               |             |
| 19 Dezembro 2019 | Auckland   | 🇳🇿 Nova Zelândia | Spark Arena                   |               |             |